# Plán B (film, 2001)
Plán B (orig. Plan B) je americko-dánská filmová kriminální komedie Grega Yaitanese z roku 2001 v hlavní roli s Diane Keatonovou.

## Děj
Mafiánský boss Joe Maloni nechá zabít Franka Varecchia a na jeho pohřbu oznámí jeho ženě Fran, že měl její manžel u něj dluh, který nyní musí splatit ona. Fran tak týden po pohřbu začne u Joea pracovat jako účetní. Po půl roce ji Joe s sebou vezme do "terénu" a dá jí zbraň. Joe je chycen jinými mafiány, kteří mu vyhrožují. Joe volá Fran o pomoc, ale ta je zmatená a neví, co si má se zbraní počít. Mafiáni Joeovi useknou palec, pak náhle zhasnou světla a k Joeovu udivení jsou všichni střeleni do hlavy.
Joe řekne Fran, že pokud pro něj zastřelí Donalda Rossiho, dalšího mafiána, jenž má chtít Joea zabít, její dluh u něj bude smazán. Nervózní Fran se neúspěšně brání tím, že střílet neumí. Když pak Fran potká Donalda, donutí ho vlézt do kufru u auta a odveze ho pryč. Na samotě v lese se ho pokusí vyslechnout a zjistit, kdo chce zabít Joea, ale není schopná ho zastřelit. Fran se proto rozhodne odvézt Donalda na Floridu a ukrýt ho u svého bratra Jamese.
Fran se potom vrátí za Joem a ten jí oznámí, že Donald nebyl ten, kdo ho chtěl zabít, a proto musí zastřelit ještě Raymonda Pelagiho. Fran je tak donucena zbavit se ještě jeho, ale zachová se stejně jako předtím s Donaldem. Donald a James se mezitím spřátelili, Raymond si u Jamese zase našel zábavu v podobě sousedky Kaye.
Když se Fran znovu vrátí k Joeovi, dostane další úkol - zbavit se Sala Palerma. I jeho Fran odveze na Floridu. Joeovi začíná být podezřelé, proč Fran jezdí až na Floridu, což mu vysvětlí tím, že tam jsou bažiny a krokodýli, kteří pomohou se zbavit těl. Joe tomu nějakou dobu věří, ale pak opět začne být nejistý, a tak začne podle Franina adresáře obvolávat její známé. Když volá jejímu bratrovi Jamesovi, telefon zvedne Fran. Joe jí oznámí, aby zůstala, kde je, protože za ní přijede zkontrolovat mrtvoly.
Fran, Donald, Raymond a Sal proto začnou kopat hrob, do kterého si mají lehnout a předstírat, že jsou mrtví. Do Jamesova domu pak přijede Tommy, Joeův kumpán, který je ale ve skutečnosti agentem FBI. Fran mu prozradí, že Donald, Raymond a Sal nejsou ve skutečnosti mrtví. Tommy zase Fran řekne, že tři mafiány, kteří usekli Joeovi prst, nezastřelila ona, ale on. Fran dostane odposlouchávací zařízení a má dostat z Joea přiznání.
Když Joe dorazí, pozná, že nejsou Donald, Raymond a Sal mrtví. Joe se svým kumpánem Mariem je ale přemožen. Mafiáni ale svážou i Tommyho a druhého agenta FBI. Joe je potom nešťastnou náhodou při rvačce zastřelen. Film končí, když Fran, Donald, Raymond a Sal utíkají ze země na Bahamy nebo do Kanady.

## Obsazení
| Diane Keatonová  | Fran Varecchiová |
| Paul Sorvino     | Joe Maloni       |
| Anthony DeSando  | Mario            |
| Nick Sandow      | Tommy            |
| Maury Chaykin    | Donald Rossi     |
| Bob Balaban      | James Foster     |
| John Ventimiglia | Raymond Pelagi   |
| Natasha Lyonne   | Kaye             |
| Burt Young       | Sal Palermo      |
| Frank Pellegrino | Frank Varecchio  |